# Ernst Schnerr
Ernst Schnerr (* 20. März 1921 in Ingolstadt; † 27. Februar 2019) war ein deutscher Verwaltungsjurist.

## Werdegang
Schnerr promovierte 1947 an der Juristischen Fakultät der Universität München. Ab 1950 war er bayerischer Ministerialbeamter. Von 1981 bis zu seinem Eintritt in den Ruhestand war er Ministerialdirektor im Bayerischen Staatsministerium für Unterricht und Kultus.

## Ehrungen
- 1980: Verdienstkreuz 1. Klasse der Bundesrepublik Deutschland
- 1986: Großes Verdienstkreuz der Bundesrepublik Deutschland
- Bayerischer Verdienstorden